# Arch Creek
El Sitio Histórico Arqueológico Arch Creek o Arch Creek es un sitio histórico ubicado en North Miami, Florida. El Sitio Histórico Arqueológico Arch Creek se encuentra inscrito  en el Registro Nacional de Lugares Históricos desde el 15 de julio de 1986.

## Ubicación
El Sitio Histórico Arqueológico Arch Creek se encuentra dentro del condado de Miami-Dade en las coordenadas 25°54′04″N 80°09′41″O / 25.901111, -80.161389.